# Macaria alternata
Macaria alternata, conocida (en inglés) como sharp angled peacock o "pavoreal de ángulos afilados", es una especie de polilla de la familia Geometridae, descrita por primera vez por Denis y Schiffermüller en 1775. Tiene amplia distribución en Eurasia. El nombre de la especie deriva del latín alternus, que significa "una tras otra", y se refiere a su similitud con la polilla Macaria notata.

## Descripción
Es una polilla pequeña con una envergadura en las mariposas de 22 a 30 milímetros (0,9 a 1,2 plg). No existe dimorfismo sexual entre los sexos.

### Alas
El borde exterior de las alas anteriores tiene una muesca semicircular profunda en su tercio superior, por debajo del ápice, y está bordeado de negro. Todas las alas tienen una base gris oscuro y están marcadas por finas estrías transversales marrones, más o menos pronunciadas. Grandes manchas negras sobresalen en el borde anterior y junto a la celda, conectadas por una banda azul grisácea. Esta banda continúa en las alas posteriores, que también presentan puntas alargadas, similares a colas, en el ángulo anal.

### Oruga
Las orugas adultas son de color verdoso a marrón. En los costados de las orugas sobresalen manchas triangulares de color marrón rojizo.

### Especies similares
Tiene gran similitud con la polilla gris claro (Macaria notata), de color más claro y más pequeña. En M. notata la banda oscura en la parte superior de las alas anteriores está poco desarrollada y suele estar completamente ausente en la parte superior de las alas posteriores. El margen exterior de las alas anteriores es solo ligeramente cóncavo en el tercio superior, por debajo del ápice, y está bordeado de marrón. La mancha oscura junto a la celda suele ser más grande que en Macaria alternata.

## Distribución y hábitat
El área de distribución de la polilla Macaria alternata se extiende por toda Europa, incluyendo las Islas Británicas y el río Amur. En el norte, se extiende más allá del Círculo polar ártico. No se ha reportado a nivel de las montañas de Fenoscandia.
Sus principales hábitats son los bosques caducifolios abiertos y las áreas protegidas, así como los páramos y brezales frondosos. En los Alpes del Norte y Central, la especie alcanza altitudes de hasta 1300 metros, y en los Alpes del Sur, hasta 1600 metros.

## Ciclo de vida
Las mariposas son predominantemente nocturnas y vuelan en dos generaciones de abril a septiembre. A veces las generaciones se superponen. En el sur de Europa produce dos generaciones más o menos superpuestas de abril a junio o julio y luego de julio a septiembre. Al norte de los Alpes y el sur de Europa central, también cuenta con dos generaciones en lugares cálidos, de lo contrario produce una generación desde finales de mayo hasta mediados de agosto como ocurr en el sur de Alemania y en Dinamarca desde principios de junio hasta mediados de julio. Las orugas se pueden encontrar desde mayo o junio hasta septiembre y, a veces, incluso en octubre.
Por la noche, las mariposas aparecen cerca de fuentes de luz artificial, predominantemente los machos. Las orugas se alimentan de las hojas de varias plantas, por ejemplo, especies de sauce, abedul plateado, el roble común, el cerezo de pájaro, endrinos, espino cerval, el espino amarillo o el espino cerval. También se han encontrado en algarrobas, y en el té de pantano. La especie pasa el invierno en el estado de pupa en la segunda generación.
Los patrones de voltinismo entre las polillas ha estado cambiando en respuesta al cambio climático, con una mayor incidencia de crías múltiples por año. Macaria alternata es una de las especies en la que se ha observado un aumento en el tamaño de las segundas generaciones, en relación con la primera cría, desde la década de 1970.